# CC&C – Clarke Costelle et Cie
CC&C - Clarke Costelle et Cie est une société de production audiovisuelle française dont le siège social est à Paris, appartenant à 80 % au Groupe AB depuis juillet 2017.
Son expertise de production de films documentaires à base d'archives est reconnue mondialement :
Les films Apocalypse la 2e Guerre mondiale et  Apocalypse, Hitler l'amène à être des 100 meilleures sociétés internationales de production de documentaires en 2011.
Le documentaire Sacrifice et la série documentaire Apocalypse, la première guerre mondiale contribuent à classer la France dans le top 3 des pays producteurs de documentaires « ayant eu le plus d'impact dans le monde ».

## Organisation de la société

### Histoire
Isabelle Clarke et Daniel Costelle se rencontrent en 1989 et se marient en 1990. Depuis 1991, ils travaillent ensemble « pour le plaisir de fouiller dans le grenier de l'audiovisuel et de raconter le monde d'autrefois pour mieux comprendre celui d'aujourd'hui ».
CC&C est créée en 2001. En 2003, Isabelle Clarke et Daniel Costelle s'associent à Louis Vaudeville.

### Structure
Installée dans le 15e arrondissement de Paris, elle est spécialisée dans le secteur d'activité de la production de films et de programmes pour la télévision.
Sur l'année 2013, elle réalise un chiffre d'affaires de 679 300 euros.

### Direction
Le site internet officiel mentionne que Louis Vaudeville en est le producteur délégué et le gérant depuis juin 2003.

## Filmographie

### Documentaires historiques
- Objectif Bakou, comment Hitler a perdu la guerre du pétrole
- Apocalypse 10 destins. Lequel a fait l'objet d'une exposition au centre culturel Canadien[8].
- Sacrifice
- Apocalypse : la Première Guerre mondiale
- Tokyo Phoenix : 100 Years of Destruction and Rebirth in Color  (Colorisation)
- Les 100 jours de Normandie (projeté au Cinéma circulaire d'Arromanches 360°)
- Apocalypse, Hitler
- Chirurgien dans la Guerre d'Algérie
- Amour et Sexe sous l'Occupation
- L'Occupation intime
- La Blessure, la tragédie des Harkis
- De Gaulle et les siens
- Juin 1940 : le Grand Chaos
- Apocalypse, la Seconde Guerre mondiale
- Lindbergh L'Aigle Solitaire
- Éva Braun ou la banalité du mal
- Éva Braun dans l'intimité d'Hitler
- La traque des Nazis
- Sur la piste d'Alto
- 8 mai 1945, La Capitulation
- Pierre Teilhard de Chardin
- Les Ailes des Héros.  La première diffusion a eu lieu sur France 3, le 8 décembre 2003[9].
- Objectif Bakou. La première diffusion a eu lieu sur National Geographic Channel partout dans le monde le 8 mai 2015[10].
- Dassault, 100 ans d'aviation française (Sortie en 2016).

### Documentaires de société
- Cinq fauteuils pour l'Égypte
- Kifouine, un tour du monde en solidaire
- D'une rive à l'autre
- Axel Ganz, Le Tigre de la Presse Magazine
- Ad Vitam, la grande aventure des missions étrangères de Paris en Asie
- La Nuit Parisienne